# David Martin (Politiker, 1954)

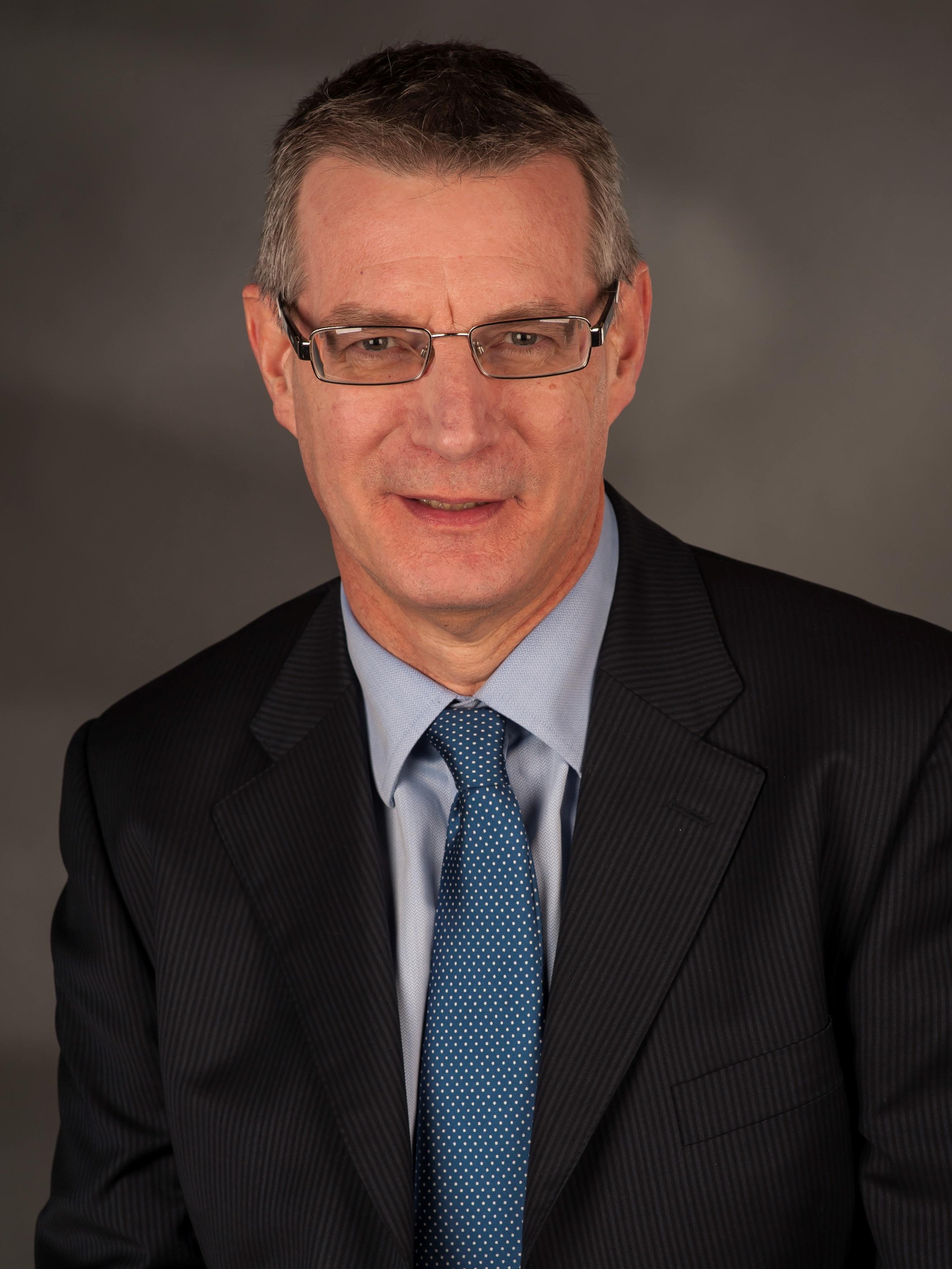
David Martin 2014

David Martin (* 26. August 1954 in Edinburgh) ist ein ehemaliger Europaabgeordneter für die Labour Party für Schottland in der Sozialdemokratischen Fraktion im Europäischen Parlament.

## Werdegang
David Martin war von 1970 bis 1974 Assistent eines Börsenmaklers. Von 1974 bis 1978 engagierte er sich als Tierschutzaktivist. Von 1982 bis 1984 war er Mitglied des Regionalrats von Lothian (Schottland). 1984 machte Martin einen Bachelor in  Wirtschaftswissenschaft und 1996 einen Master in Europarecht.

## Politik und Abgeordneter
David Martin ist langjähriges Mitglied der Gewerkschaften Unite und GMB. Von 1987 bis 1988 war er Mitglied des nationalen Vorstandes der Labour Party. Heute ist er Mitglied des Vorstandes der Labour Party in Schottland.
Martin wurde erstmalig 1984 für die Labour Party in das Europäische Parlament gewählt.
Dort war er von 1984 bis 1987 stellvertretender Vorsitzender des Ausschusses für Haushaltskontrolle. Von 1989 bis 2004 fungierte er als Vizepräsident des Europäischen Parlaments und war 2002 Kandidat für das Amt des Präsidenten des  Parlaments. Zudem war er mehr als 30 mal offizieller Berichterstatter des Europäischen Parlaments.
Martin war bis 2019 Mitglied im Ausschuss für internationalen Handel, im Petitionsausschuss und in der Delegation für die Beziehungen zu Australien und Neuseeland.
Zudem ist er stellvertretendes Mitglied im Ausschuss für Umweltfragen, Volksgesundheit und Lebensmittelsicherheit und in der Delegation für die Beziehungen zu dem Palästinensischen Legislativrat.
Bei der Europawahl im Vereinigten Königreich am 23. Mai 2019 erlitt Labour eine schwere Wahlniederlage und verlor die bisherigen beiden schottischen Sitze im Europaparlament, darunter auch den Sitz von David Martin, der zu diesem Zeitpunkt der dienstälteste britische Abgeordnete des Europaparlaments war. In einer Reaktion führte Martin Labours Wahlniederlage auf die „fehlende klare Position zum Brexit“ zurück. Es hätte klargemacht werden müssen, dass Labour eine remain party sei.